# BKC
BKC, voluit "Breezand-Kleine Sluis Combinatie", was een voetbalclub uit Anna Paulowna. De clubkleuren waren geel met zwart.

## Geschiedenis
In 1917 introduceerden enkele polderbewoners voor het eerst het voetbalspel. Algauw werd er een club opgericht, genaamd Hollandia. De club hield het niet lang vol en ging roemloos ten onder. In 1922 werd er door de heren P.Crum Sr, G.de Leeuw, D.Stellingwerf en B.Visser een nieuwe club opgericht, genaamd V.V.Excelsior. De club startte met 45 leden, en trad toe tot de Westfriesche Voetbalbond (WFVB). In 1925 ging Excelsior over naar de Noordhollandsche Voetbalbond (NHVB), waarvoor naamsverandering noodzakelijk werd, omdat er ook een andere voetbalclub actief was onder diezelfde naam. De nieuwe naam werd V.V. Kleine Sluis. In 1923 werd er ook door de heren Onderwater en Toon Weijers in Breezand (Gemeente Anna Paulowna) de voetbalclub B.F.C. opgericht. B.F.C. speelde in de 2e Klasse van de N.H.V.B.
Excelsior kreeg moeilijkheden en zag zijn aantal leden flink zakken. Hierdoor kwamen de besturen van BFC en VV Kleine Sluis rond de tafel. In september 1929 fuseerden de clubs. Voortaan zou de club uitkomen met de naam Breezand/Kleine Sluis Combinatie (BKC).
In het seizoen 2006/2007 kwam BKC uit in de Vijfde klasse van de KNVB. De club kende een enorme toeloop van de jeugd, waardoor er veel vertrouwen was voor de toekomst.
Met de A en B jeugd in de 1e en hoofdklasse voor een aantal seizoenen kreeg BKC in 2008/2009 voor het eerst de nieuwe generatie in het eerste elftal. Na een goed seizoen werd in een beslissingswedstrijd om het kampioenschap gewonnen van JVC en promotie naar de 4e klasse afgedwongen. In het seizoen 2009/2010 werd BKC kampioen en promoveerde het naar de derde klasse.
Voor het seizoen 2012/13 fuseerde BKC samen met SVAP '74 tot SV Kleine Sluis.

## Rivalen
De eeuwige rivaal van BKC was Z.A.P.. De derby tussen deze clubs werden door veel inwoners van Anna Paulowna gevolgd. Echter was er wel sprake van een gezonde rivaliteit. Een andere belangrijke rivaal was SVAP '74. SVAP'74 was een voetbalclub waarvan diens thuisbasis enkele meters verwijderd is als dat van BKC. Ondanks de rivaliteit, liepen de wedstrijden nooit uit op rellen, waardoor het toch een sportief spel bleef.

## Competitieresultaten 1931–2012
| 6 1C |

| 4 1C |

|  |

|  |

| 8 4A |

| 3 4A |

| 2 4A |

| 3 4A |

| 1 4A |

| 2 E |

| 2 4A |

| 2 4A |

| 5 4A |

| 3 4A |

|  |

| 7 4A |

| 1 4A |

| 3 3C |

| 9 3A |

| 4 4A |

| 1 4A |

| 10 3C |

| 12 3C |

| 5 4A |

| 4 4A |

| 3 4A |

| 2 4A |

| 5 4A |

| 7 4A |

| 1 4A |

| 2 4A |

| 7 4A |

| 9 4A |

| 4 4A |

| 8 4A |

| 11 4A |

|  |

| 6 1B |

| 1 1B |

| 3 |

| 4 4A |

| 8 4B |

| 3 4B |

| 9 4B |

| 12 4A |

| 11 |

| 10 1B |

|  |

| 8 1A |

| 8 1A |

| 11 1A |

|  |

| 2 1A |

|  |

|  |

|  |

|  |

| 3 2A |

|  |

|  |

|  |

|  |

|  |

|  |

|  |

|  |

| 4 7A |

|  |

|  |

| 3 6A |

| 10 6A |

| 5 5A |

| 4 5A |

| 2 5A |

| 12 4A |

| 3 5A |

| 9 5A |

| 4 5A |

| 1 5A |

| 1 4A |

| 7 3A |

| 5 3A |

| Derde klasse | Vierde klasse | Vijfde klasse | Hoofdklasse NHVB | Zesde klasse | Hoofdklasse NHVB | Zevende klasse | Tweede klasse NHVB | Noodcompetitie |

2009: de beslissingswedstrijd op 19 mei om het klassekampioenschap in 5A werd bij Z.A.P. met 1-0 gewonnen van JVC Julianadorp.
2010: de beslissingswedstrijd op 9 mei om het klassekampioenschap in 4A werd bij Z.A.P. met 2-0 gewonnen van VV Schagen.
In elke staaf van de grafiek staat van boven naar beneden vermeld: 
- Eindnotering

Dit is de positie die de club heeft bereikt in de competitie, zonder eventuele beslissings-, play-off- of nacompetitiewedstrijden die nodig zijn geweest om bijvoorbeeld de kampioen van de competitie te bepalen.
Indien een * achter het getal staat is de notering een tussenstand en kan het zijn dat de notering niet overeenkomt met de uiteindelijke eindstand van de competitie.
Staat er een - dan is het seizoen nog bezig en is er geen definitieve uitslag bekend.
Staat er xx op de positie van de notering, dan heeft de club vroegtijdig de competitie verlaten. Dit kan onder andere komen door terugtrekking van het team, faillissement van de club of door een uitgedeelde straf van de KNVB. In veel gevallen staat elders in het artikel de reden vermeld.
Staat er een ? dan is het resultaat uit het verleden onbekend, en is alleen de competitie of het niveau bekend van dat seizoen.
In de seizoenen 2019/20 en 2020/21 werd wegens de coronacrisis het amateurvoetbal afgebroken. Daardoor kennen deze staven geen eindklassering (middels -- weergegeven).
- Competitieniveau en afdelingsletter of Officiële eindstand Eredivisie
  - Competitieniveau en afdelingsletter

Hierbij geeft het getal het niveau weer, dat ook terug te vinden is in de legenda. De letter is de afdelingsaanduiding en wordt gebruikt wanneer er meer afdelingen zijn op hetzelfde niveau. De afdelingsletter is altijd een hoofdletter en wordt meestal zonder nummer gebruikt.
Voorbeeld: 2F is niveau 2e klasse competitie F.
Het competitieniveau en nummer wordt niet vermeld wanneer er slechts één competitie van dit niveau was.
  - Officiële eindstand Eredivisie (getal staat tussen haakjes vermeld)

Sinds de introductie van play-offwedstrijden voor Europees voetbal na afloop van de reguliere competitie in 2005/06, is de KNVB verplicht een eindstand van de Eredivisie door te geven aan de UEFA aan de hand van deze play-offwedstrijden.
Bij deze eindstand staan clubs die zich hebben gekwalificeerd voor Europees voetbal hoger dan clubs die zich niet wisten te kwalificeren. Indien er geen verschil was tussen de eindnotering en de officiële eindstand, staat dit getal niet vermeld.

- Onderafdeling

Hier staat afgekort de naam van de onderafdeling indien de club in dat jaar in een onderafdeling uitkwam. Tevens staat deze afkorting in de legenda en wordt gelinkt naar het artikel over deze onderafdeling. Deze afkorting wordt alleen vermeld wanneer de club in het verleden in verschillende onderafdelingen heeft gespeeld. Deze vermelding is in de staaf altijd in kleine letters. Deze onderafdelingen zijn na het seizoen 1995/96 afgeschaft. Heeft de club in slechts één onderafdeling gespeeld, dan is dit alleen terug te vinden in de legenda.
Onder de staaf staat het jaartal vermeld waarin het seizoen is afgesloten. 15 verwijst naar het seizoen 2014/15 of eventueel het seizoen 1914/15.
Wanneer een staaf leeg is, zijn deze gegevens niet bekend. Het kan ook zijn dat de club dat seizoen niet heeft meegespeeld op het hogere amateurniveau, vroegtijdig de competitie heeft verlaten of uit de competitie is gezet.

In het seizoen 1944/45 was er wegens de Tweede Wereldoorlog geen regulier competitievoetbal.

## Bekende ex-spelers
- Kees Kuijs